# Martin S. Weinberg
Martin S. Weinberg (* 23. Januar 1939) ist ein US-amerikanischer Soziologe und Sexualwissenschaftler. Er ist seit 1974 ordentlicher Professor an der Indiana University.

## Leben
Von 1956 bis 1960 absolvierte Weinberg zunächst an der St. Lawrence University seinen B.A. und von 1960 bis 1961 an der University of Massachusetts seinen M.A., bevor er von 1961 bis 1965 zum Ph.D. an der Northwestern University promovierte.
In seiner Karriere war er an diversen Forschungs- und Bildungseinrichtungen tätig. Seine erste wissenschaftliche Stelle hatte er am V.A. Hospital in Downey, Illinois, wo er 1962 im Anthropologischen Service tätig war. 1965 lehrte er an der Northwestern University. Von 1968 bis 1980 war er als Wissenschaftler am Kinsey-Institut an der Indiana University tätig. Als Assistenz-, Gast- oder stellvertretender Professor war an der The State University (1965–1968), Indiana University (1968–1974), State University of New York (1981), University of Maryland (1985–1988) und University of Auckland (1998, 2003) tätig.
Für seine wissenschaftlichen Tätigkeiten erhielt Weinberg eine Reihe von Auszeichnungen, unter anderem die Magnus-Hirschfeld-Medaille für Sexualwissenschaft der Deutschen Gesellschaft für Sozialwissenschaftliche Sexualforschung im Jahre 2004. Innerhalb der DGSS ist er auch Mitglied des Internationalen Kuratoriums.
Weinberg forscht in vielen Bereichen der menschlichen Sexualität. Während zum Anfang vor allem die Homosexuellen-Forschung im Vordergrund stand, sind dies heute auch die weibliche Sexualität, vorehelicher Sex, Fußfetischismus, Intersexualität, Sadomasochismus, Prostitution und Bisexualität. Viele seiner Bücher wurden übersetzt, unter anderem gibt es mehrere deutschsprachige Ausgaben. Deviance: The Interactionist Perspective und The Study of Social Problems sind die national und international meistbeachteten Bücher.

## Veröffentlichungen(nur englische Ausgaben)
- Earl Rubington und Martin S. Weinberg, Deviance: The Interactionist Perspective, 10. Auflage, Allyn and Bacon, 2007
- Earl Rubington und Martin S. Weinberg, The Study of Social Problems: Seven Perspectives, 6. Auflage, Oxford University Press, 2002.
- Martin S. Weinberg, Colin Williams, and Douglas Pryor, Dual Attraction: Understanding Bisexuality, Oxford University Press, 1994.
- Alan Bell, Martin S. Weinberg, und Sue Kiefer Hammersmith, Sexual Preference: Its Development in Men and Women, Indiana University Press, 1981.
- Alan Bell, Martin S. Weinberg, und Sue Kiefer Hammersmith, Sexual Preference: Its Development in Men and Women, Statistical Appendix, Indiana University Press, 1981.
- Alan Bell und Martin S. Weinberg, Homosexualities: A Study of Diversity Among Men and Women, Simon and Schuster, 1979.
- Martin S. Weinberg, Sex Research: Studies from the Kinsey Institute, Oxford University Press, 1976.
- Martin S. Weinberg and Colin Williams, Male Homosexuals: Their Problems and Adaptations, Oxford University Press, 1974.
- Martin S. Weinberg and Alan Bell, Homosexuality: An Annotated Bibliography, Harper & Row, 1972.
- Colin Williams and Martin S. Weinberg, Homosexuals and the Military: A Study of Less than Honorable Discharge, Harper & Row, 1971.